# Алія Сіротанович
Алія Сіротанович (14 серпня 1914 року — 16 травня 1990 року) — югославський шахтар, Герой Соціалістичної Праці. Комуністична партія Югославії вважала його взірцем працьовитої людини в колишній Югославії.

## Біографія
Алія Сіротанович, боснієць, народився в 1914 році в Орахово, селі в центральній частині Боснії в районі міста Бреза. Дитинство пройшло в сусідньому селі Трторічі. У нього було шість братів і дві сестри, усі вони були гірниками. Один з його братів, Ахмед, загинув у гірській катастрофі в 1970 році.

## Гірничий рекорд і слава
Сіротанович працював на вугільній шахті в Брезі. У 1947 році він встановив рекорд з видобутку вугілля. 24 липня 1949 р. Сіротанович брав участь у змаганні на шахті в Креці. Він та його команда з восьми чоловік видобули за 8-годинну зміну 128 вантажів бурого вугілля, тобто 152 тонни вугілля за одну зміну. Це приблизно на 40 тонн більше, ніж перший запис радянського героя праці Олексія Стаханова Досягнення югославських шахтарів тижнями публікувались на головних сторінках новин. У вересні 1949 року було проведено перше «офіційне засідання ініціаторів руху за високу продуктивність», в якому взяли участь відомі рекордсмени: Алія Сіротанович, Нікол Skobić, Рісто Міятович, Антун Бічич, Алойз Петек та ін.
Комуністична партія Югославії високо оцінила його досягнення. Кажуть, що Йосип Броз Тіто пропонував виконати будь-яке бажання Сіротановича, але, як повідомляється, все, що просив Сіротанович, було більшою лопатою. Тіто виконав його бажання, і більшу лопату, призначену для нього, згодом назвали на його честь: Сіротановичка. Сіротановичу запропонували квартиру в Брезі, але він відмовився і вирішив залишитися у своєму будинку в Трторічах. Зустріч Сіротановича з політиком Светозаром Вукмановичем транслювалася по телебаченню.
Він був депутатом федерального парламенту протягом одного терміну, почесним членом Союзу асоціацій інженерів і техніків Югославії.

## Пам'ять
Комуністична партія Югославії вважала Сіротановича взірцем працьовитості.
У 1987 році Zabranjeno Pušenje записали про нього пісню під назвою «Серце, руки і лопати», віддаючи данину працьовитій, скромній людині. 

### Банкнота
Він був зображений на банкноті югославського динара номіналом 20 000, але часто помилково говорять, що зображений на банкноті номіналом 10 динарів. Незважаючи на очевидну схожість, банкнота номіналом 10 динарів та її попередник на 1000 динарів з тим самим дизайном старіші (1955 р.) Там зображений металург Аріф Гераліч, що працював на доменій печі в Зеніці. Нові банкноти номіналом 20 000 динарів були випущені 1 травня 1987 року.
 